# Disziplinarmaßnahme (Privatwirtschaft)
Disziplinarmaßnahmen (auch: Betriebsstrafen) ahnden in der Privatwirtschaft Verstöße der Arbeitnehmer gegen Arbeitsvertrag, Betriebsordnung oder Arbeitsanweisungen.

## Allgemeines
Der Arbeitnehmer schuldet aufgrund seines Arbeitsvertrages auch die Beachtung der betrieblichen Ordnung. Der Arbeitgeber ist mithin nicht auf diejenigen Fälle beschränkt, in denen der Arbeitnehmer gegen Pflichten verstoßen hat, die lediglich sein Arbeitsverhalten oder seine Arbeitsleistung betreffen. Diese werden durch den Arbeitsvertrag geregelt. Die Unternehmensführung kann darüber hinaus entscheiden, ob das Unternehmen Disziplinarmaßnahmen einführt und Disziplinarvorgesetzte beschäftigt. Dabei muss sie beachten, dass die Einführung von Disziplinarmaßnahmen einer Betriebsvereinbarung nach § 77 Abs. 2 BetrVG bedarf. Die Rechtsprechung der Arbeitsgerichte setzt bei der Verhängung von Betriebsstrafen eine Betriebsvereinbarung mit dem Betriebsrat zum Erlass einer Betriebsordnung voraus.
Die Betriebsordnung regelt das Zusammenleben und Zusammenwirken der Arbeitnehmer im Betrieb. Somit gibt es Regelungen, die das Ordnungsverhalten der Arbeitnehmer zum Gegenstand haben und Regeln und Maßnahmen, die das Arbeitsverhalten des Arbeitnehmers zum Gegenstand haben. Die Betriebsordnung kann Vorschriften darüber enthalten, wie Verstöße gegen diese betriebliche Ordnung zu sanktionieren sind, und das Verfahren regeln, in dem solche Sanktionen verhängt werden. Dem Komplex dieser Regelungen gehören eine betriebliche Bußordnung und etwaige Vorschriften über die Verhängung einer Betriebsbuße an, deren Mitbestimmungspflicht das Bundesarbeitsgericht (BAG) bejaht hat.

## Arten
Nach Schweregrad unterscheidet man zwischen Anhörung, Belehrung, Rüge, Verwarnung und dienstlichem Verweis (Betriebsbußen). Es kommt bei ihnen auf die äußerliche Bezeichnung allerdings nicht an, so dass auch eine Rüge oder ein Verweis oder ähnlich bezeichnete Beanstandungen nur eine Abmahnung darstellen können. Es folgen die Ermahnung, der zeitweilige Ausschluss von freiwilligen Vergünstigungen (Gratifikation), Degradierung, Geldbußen und als schwerste Form der Disziplinarmaßnahme die Abmahnung. In Betracht kommt auch eine Versetzung des Arbeitnehmers oder schließlich eine verhaltensbedingte Kündigung. Greift der Arbeitgeber zu solchen Maßnahmen, so unterliegen diese der im Betriebsverfassungsrecht geregelten Beteiligung des Betriebsrats etwa nach § 99 BetrVG oder § 102 BetrVG. Darüber hinaus besteht die Möglichkeit, im Arbeitsvertrag nach § 339 BGB eine Vertragsstrafe zu vereinbaren. Die Entlassung ist als Disziplinarmaßnahme nicht zulässig, weil sie ohne Kündigung mit dem Kündigungsschutz unvereinbar ist.

## Rechtsfragen
Auf Verstöße des Arbeitnehmers gegen seine arbeitsvertraglichen Pflichten kann der Arbeitgeber mit individualrechtlichen Mitteln, einer Abmahnung, einer Versetzung, einer Kündigung oder einer vereinbarten Vertragsstrafe reagieren. Bei diesen Maßnahmen ist der Betriebsrat nur nach § 99 BetrVG bzw. § 102 BetrVG zu beteiligen. Dabei ist es unerheblich, ob die gerügten Verstöße solche gegen die kollektive betriebliche Ordnung oder solche gegen Anordnungen hinsichtlich des Arbeitsverhaltens sind. Darüber hinausgehende Sanktionen des Arbeitgebers sind nur in Form der Betriebsbuße möglich.
Disziplinarmaßnahmen sind mitbestimmungspflichtig. Sie dürfen nur vom Disziplinarvorgesetzten, nicht jedoch vom Fachvorgesetzten ausgesprochen werden. Mitbestimmungspflichtig sind nur Disziplinarmaßnahmen, die als Betriebsbuße anzusehen sind. Hierbei kommt es auf den Inhalt der Maßnahme an. Eine Betriebsbuße ahndet einen Verstoß gegen die betriebliche Ordnung. Da die Verletzung der betrieblichen Ordnung zugleich ein Verstoß von arbeitsvertraglichen Pflichten ist, kann der Arbeitgeber bei einem solchen Fehlverhalten eine Betriebsbuße verhängen. Das Mitbestimmungsrecht des Betriebsrats beinhaltet nach § 87 Abs. 1 Nr. 1 BetrVG auch das Recht, sowohl bei der Aufstellung einer Bußordnung als auch bei der Verhängung einer Betriebsbuße im Einzelfall mitzubestimmen. Auch für Betriebsstrafen oder Betriebsbußen muss der Grundsatz gelten, dass solche Strafen nur zulässig sind, wenn zuvor der Straftatbestand einschließlich seiner Straffolge normiert worden ist. Der Grundsatz nulla poena sine lege muss auch hinsichtlich einer betrieblichen Strafgewalt und damit einer Betriebsbuße gelten. Ein Mitbestimmungsrecht bei Abmahnungen, wenn sie keine Betriebsbußen darstellen, besteht hingegen nicht.
Die vom Arbeitgeber ausgesprochenen beförderungshemmenden Missbilligungen dürfen für den betroffenen Arbeitnehmer zu einer befristeten Beförderungssperre führen, zumal auf Beförderungen kein Rechtsanspruch des Arbeitnehmers besteht. Betriebsstrafen können damit zur Folge haben, dass der betroffene Arbeitnehmer temporär nicht befördert wird.